# راني موخرجي
راني موخرجي (بالهندية: रानी मुखर्जी)، ولدت في 21 مارس 1978، في مومباي، ماهاراشترا، الهند، هي ممثلة هندية بدأت مسيرتها الفنية عام 1997. تعد وأحدة من أبرز نجمات بوليوود أصبحت من خلال مهنتها في التمثيل واحدة من أكثر المشاهير الرفيعي المستوى في الهند. حاصلة على 15جوائز فيلمفير من أصل 16 ترشيحا، وتتميز أدوارها بالخروج عن الصورة التقليدية للمرأة في التيار السائد للسينما الهندية.
على الرغم من أن موخرجي ولدت لعائلة موخرجي-سامارث التي لها باع طويل في صناعة السينما، وكان والديها وأقاربها أعضاء في صناعة السينما الهندية، هي لم تكن تطمح لامتهان هذا العمل.

## مشوارها الفني
ولدت راني موخرجي في مدينة كلكتا في ولاية البنغال الغربي في الهند. كانت بدايتها في التمثيل عام 1996 من خلال فيلم (Raja Ki Aayegi Baraat) ووصفوها النقاد بأنها قصيرة ومتينة وذات صوت مبحوح ولن يتعاون أحد معها في الأعمال السينمائية القادمة.
في عام 1998 وبينما ابنة عمها كاجول تتشاطر البطولة مع شاروخان في فيلم للمخرج كاران جوهر. وكان البحث عن فتاة لتجسد دور تينا في فيلم (Kuch Kuch Hota Hai), وبعد ترشيحها من كاجول وشاروخان حققت راني نجاحا رائعا وحصلت على جائزة أفضل ممثلة عن دورها في فيلم (Kuch Kuch Hota Hai) وتوالى النجاح بعدها في عدة أفلام حققت أفضل المبيعات في شباك التذاكر مثل (Paheli) عام 2005, وفيلم (Kabhi Alvida Naa Kehna) مع أشهر نجوم بوليود عام 2006 و (Black).
راني موخرجي من مواليد 21 مارس 1978 في كلكتا بالهند. ممثلة هندية من أشهر ممثلي «بوليوود» رفيعي المستوى، وتمثل أدوارها السينمائية خروجا عن الشكل التقليدي للمرأة في السينما الهندية.
ولدت موخرجي لوالدين بنغاليين، عمل والدها رام موخرجي كمخرج للأفلام، ووالدتها كريشنا موخرجي مغنية، وشقيقها الأكبر راجا موخرجي، مخرج ومنتج أفلام. كذلك خالتها ديباشري روي ممثلة وكذلك الكثير من أقاربها. وبالرغم من ولادتها في عائلة مندمجة بصناعة السينما، إلا أنها لم ترغب في العمل بالأفلام. وقالت «هنا كانت بالفعل الكثير من الممثلات في المنزل، وأردت أن أكون شخص مختلف».
ومع ذلك فقد شاركت والدها في التمثيل بفيلم في مرحلة المراهقة، وقبلت دور آخر عام 1997 في الدراما الاجتماعية Raja Ki Aayegi Baraat بعد إصرار من والدتها، وفي العام التالي بدأت العمل بدوام كامل في فيلم وحصلت على دور رومانسي في Kuch Kuch Hota Hai.
تلقت موخرجي تعليمها في مدرسة ثانوية تسمى Maneckji Cooper، وتخرجت من الجامعة بعد أن حصلت على درجة في العلوم الإنسانية من جامعة SNDT للمرأة، وتعلمت الرقص في سن مبكر، كما تشارك عائلتها سنويا في الاحتفال بمهرجان Durga Puja.
بعد تحقيقها لنجاح في أول أدوارها، كانت أفلام عائلتها «موخرجي» تحقق أداء ضعيف في شباك التذاكر في السنوات الثلاثة التالية، ولكن عاد نجمها للصعود مرة أخرى مع شركة Yash Raj Films التي أعطتها دور في دراما Saathiya. ومع حلول عام 2004 أصبحت موخرجي واحدة من الممثلات الرائدات في بوليوود بمشاركتها في الكوميديا الرومانسية Hum Tum والأعمال الدرامية Yuva and Veer-Zaara.
حققت مزيد من النجاح عام 2006، بعد أن مثلت دور صماء وعمياء، كما مثلت الزوجة الخائنة في Kabhi Alvida Naa Kehna. وبدءا من 2007 انخفضت شعبيتها بعد أن شاركت في عدد من الأفلام التجارية غير الناجحة التي لم ترضي النقاد مع شركة Yash Raj Films، وأرجع النقاد ذلك إلى سوء اختياراتها ورتابة التمثيل مع نفس الممثلين.
تألقت موخرجي مرة أخرى في 2011 عندما مثلت No One Killed Jessica، كما شاركت في 2012 بفيلم حقق نجاح رائع وهو Talaash: The Answer Lies Within.
فضلا عن التمثيل في السينما، تهتم موخرجي بالأنشطة الإنسانية، وتحديدا القضايا التي تواجه النساء والأطفال. كما شاركت أيضا في عروض مسرحية وحفلات موسيقية، كما شاركت عام 2009 كعضو لجنة تحكيم في Dance Premier League. وعلى الرغم من تكهنات وسائل الإعلام فإنها لا تزال تمنع تفاصيل حياتها الشخصية عن هذه الوسائل.

## حياتها الخاصة
ارتبطت راني في علاقات عاطفية مع الممثل أبهيشيك باتشان، ولكنهما انفصلا.
وأعلنت زواجها من المخرج اديتيا تشوبرا سنة 2014.
حفل الزفاف أقيم في إيطاليا بعيدًا عن أعين الصحافة.
لديها الآن ابنة أنجبتها نهاية العام 2015 أسمتها أديرا.

## الأعمال

### أفلام
- شاترجي ضد النيروج (شاتيرجي).
- شيء ما حدث (كوتش كوتش هوتاهي) (الدور: تينا مالهوترا)
- ديل جو بيار كاريجا (الدور: بوجا أوبروي)
- ساثيا (الدور: الدكتور سيغال سوهاني شارما)
- شالتي شالتي (الدور: بريا شوبرا)
- يوفاالدور: (شاشي بيسواس)
- هام توم (الدور: ريا براكاش)
- فير زارا (الدور: سامية صديقي)
- أسود (الدور: ميشيل ماكنالي)
- بانتي اور بابلي (الدور: فيمي «بابلي» سالوجا)
- كابهي الفيدا ناه كيهنا (الدور: مايا تالوار)
- تا را رم بم (الدور: راديكا شيكار بانيرجي)
- ديل بولي هاديبا (الدور: فيرا سينغ)
- لم يقتل أحد جيسيكا (الدور: ميرا غايتي)
- تالاش (الدور: روشني شيكاوات)
- اسلكي مومباي (الدور: غاياتري)
- مارداني (الدور: شيفاني شيفاجي روي)
- هيتشكي (الدور في ناينا ماثور)

## وصلات خارجية
- راني موخرجي على موقع IMDb (الإنجليزية)
- راني موخرجي على موقع روتن توميتوز (الإنجليزية)
- راني موخرجي على موقع قاعدة بيانات الأفلام العربية
- راني موخرجي على موقع ألو سيني (الفرنسية)
- راني موخرجي على موقع تيرنر كلاسيك موفيز (الإنجليزية)
- راني موخرجي على موقع أول موفي (الإنجليزية)
- راني موخرجي على موقع إن إن دي بي (الإنجليزية)
- راني موخرجي على موقع قاعدة بيانات الفيلم (الإنجليزية)